# Contrato de censo
El censo es un contrato en desuso, que se constituye cuando una persona contrae la obligación de pagar a otra una cierta cantidad de dinero anual, reconociendo el capital correspondiente, y gravando una propiedad suya con la responsabilidad del dinero y del capital. Normalmente las legislaciones exigen escritura pública para su constitución.
El censo es a la vez un contrato y un derecho real.
Los censos fueron una institución utilizada en tiempos medievales y modernos, en Europa y América. Se parecía al actual préstamo hipotecario, salvo que el deudor conservaba plenos derechos sobre el inmueble gravado. 

## Renta feudal
El censo generalmente se hacía por contrato por el que mediante una operación de préstamo se establecía una renta, usualmente anual, a pagar en especie o en metálico. Se convirtió prácticamente en elemento simbólico en ciertas regiones españolas, con particularidades propias, bien por un préstamo como tal o bien por el uso de un bien raíz. Estuvo en decadencia después de la Edad Moderna. 

## Venta o cesión
Más importante es el censo como forma de venta o cesión del domino útil de una propiedad y, como tal, una forma de explotación de la misma. Este tipo censal se denomina reservativo, censo enfitéutico o perpetuo, según las zonas, y su renta suele ser poco elevada, abonándose en especie o en metálico.

## Crédito
Por último, el censo es una forma de crédito, por la cual se presta una cantidad de dinero – principal- a un determinado tipo de interés (7%, 5% o 3%, según los siglos), para cuya seguridad se hipotecan uno o varios bienes muebles o inmuebles. Esta fórmula recibe el nombre de censo consignativo o al quitar, ya que la deuda quedaba saldada cuando se “quitaba” el principal prestado.

## Forma de pago aplazado
Por otro lado, el censo se utilizó también como forma de pago aplazado de las dotes de las monjas, mientras que las órdenes masculinas cobraban numerosas memorias de misas y otras obras pías, a través de los réditos censales que les cedían los fundadores.

## Historia
Los censos se generalizaron especialmente en regiones y tiempos donde el capital efectivo era escaso, como en América hispano-lusitana, región que padeció durante la Época Colonial una particular sangría de recursos y escasez de dinero líquido. 
Aunque había distintos tipos de censos, consignativos, reservativos o vitalicios, los más utilizados fueron especialmente los de tipo "consignativo" redimible, que eran la adquisición de un capital bajo la garantía de una finca o un inmueble, sujetándola al gravamen de una pensión anual. El censuatario (aquel que solicitaba el préstamo) conservaba el pleno derecho sobre el bien inmueble y podía venderlo, enajenarlo, si el comprador aceptaba el censo y las obligaciones que se derivaban del mismo, y el censualista (quien otorgaba el censo) daba la autorización. Las propiedades gravadas no podían ser divididas. 
El porcentaje que se pagaba sobre la tierra puesta en censo era bajo. En el siglo XVI era de poco más del 7 %. En el siglo XVII se redujo al 5 %. A comienzos del siglo XVIII sólo era del 3 % de acuerdo con las cifras ordenadas por las pragmáticas reales españolas.
Generalmente los censos impuestos se mantenían durante un largo período. En efecto, no había interés en redención del censo, ya que al quedar libre el capital, había que buscar una nueva inversión, lo que no presentaba ningún beneficio y podía significar pérdidas, pues no existía la posibilidad de aumentar las ganancias con inversiones que dieran rentabilidad sin perder la estabilidad. Por otra parte, la economía campesina frecuentemente tenía dificultades y no podía hacer las liquidaciones del caso. 
Aunque el dinero otorgado en censo era generalmente muy inferior al costo real de la propiedad, si el censualista dejaba de percibir los réditos, podía exigir al censuatario el principal, o ante la insolvencia de este, el bien gravado pasaba a pertenecer al censualista. Fue de esta manera como muchas propiedades urbanas y rurales pasaron a manos eclesiásticas, pues la Iglesia católica y sus organizaciones (comunidad religiosa, parroquia, diócesis) recurrieron con frecuencia a los censos redimibles como formas de inversión de capital. 
La reglamentación de los censos seguía los lineamientos y recomendaciones del Derecho Canónico y dados los bajos intereses, nunca se consideraron como usura, práctica prohibida por el catolicismo.
La otra forma de censo utilizada, aunque en menor medida, era el llamado "Censo reservativo" que podía ser perpetuo o redimible. En realidad no era otra cosa que una forma de venta bajo condición y pendiente del pago de la suma en que se había valorado la propiedad vendida. Así, el contrayente transfería a otro una propiedad fructífera con el dominio directo en ella, reservándose solamente para sí el derecho a percibir ciertos réditos anuales o pensión anual, mientras el comprador terminaba de pagar el valor íntegro en que se había tasado la propiedad.

## En Francia
En Francia, el censo (cens) y la censiva (censive) son dos términos ligados a la estructura económica de los sistemas políticos feudales:
- El censo es una regalía ('pagar el censo').
- La censiva puede ser el fondo ('poseer/comprar una censiva'), o la regalía ('pagar la censiva'), sinónimo de censo aplicable a la tierra, o por la forma de poseer el fondo (propiedades mantenidas en censiva y no en feudo o en libre alodio.

El censo era la renta anual, territorial y perpetua adeudada por quien tiene la 'propiedad útil' de una tierra (fondo), llamada censiva, al que posee la propiedad eminente, llamada señorío fundiario. Pagando el censo, el censitario era generalmente del común, pero también puede ser noble o eclesiástico. La censiva puede consistir en un terreno, una parcela construida en una ciudad, un molino, un transbordador en un río, un peaje en una carretera, cabezas de ganado con derecho a pastar, pero también un dominio importante, como un priorato. Quien recibía el censo era considerado noble.